# Allodynerus rossii
Allodynerus rossii är en stekelart som först beskrevs av Amédée Louis Michel Lepeletier 1841.  Allodynerus rossii ingår i släktet rörgetingar, och familjen Eumenidae. Inga underarter finns listade i Catalogue of Life.